# Talisker
Talisker – szkocka whisky słodowa, produkowana w gorzelni w Carbost, na wyspie Skye w Szkocji. Także nazwa wsi na wyspie Skye. Talisker jest m.in. jednym ze składników popularnej whisky mieszanej Johnnie Walker (stanowi dużą część zwłaszcza w piętnastoletniej Johnny Walker Green Label), a także likieru Drambuie. Zakład prowadzony jest przez United Distillers and Vintners części koncernu Diageo i jest jednym z elementów kolekcji Classic Malts.

## Charakter
Talisker znana jest z wysokiej zawartości torfu i "słonawego" posmaku, wynikającego także ze stosunkowo dużej ilości fenolu w trunku. Z uwagi na nietypowy smak dla przeciętnego konsumenta whisky może być niesmaczna, choć dla koneserów stanowi rarytas (zwłaszcza specjalne edycje, butelkowane po 25 latach leżakowania).

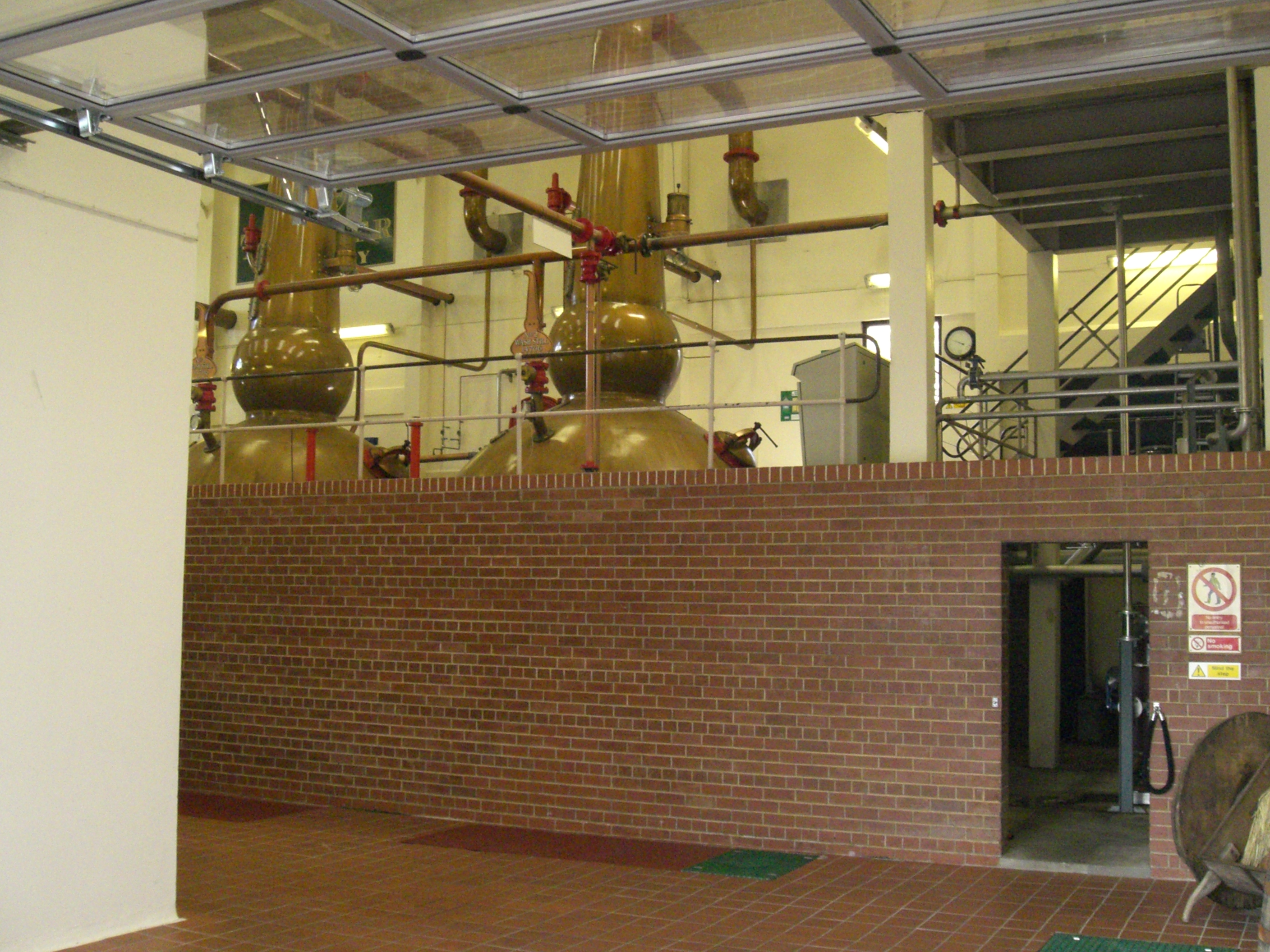
Wnętrze gorzelni Talisker

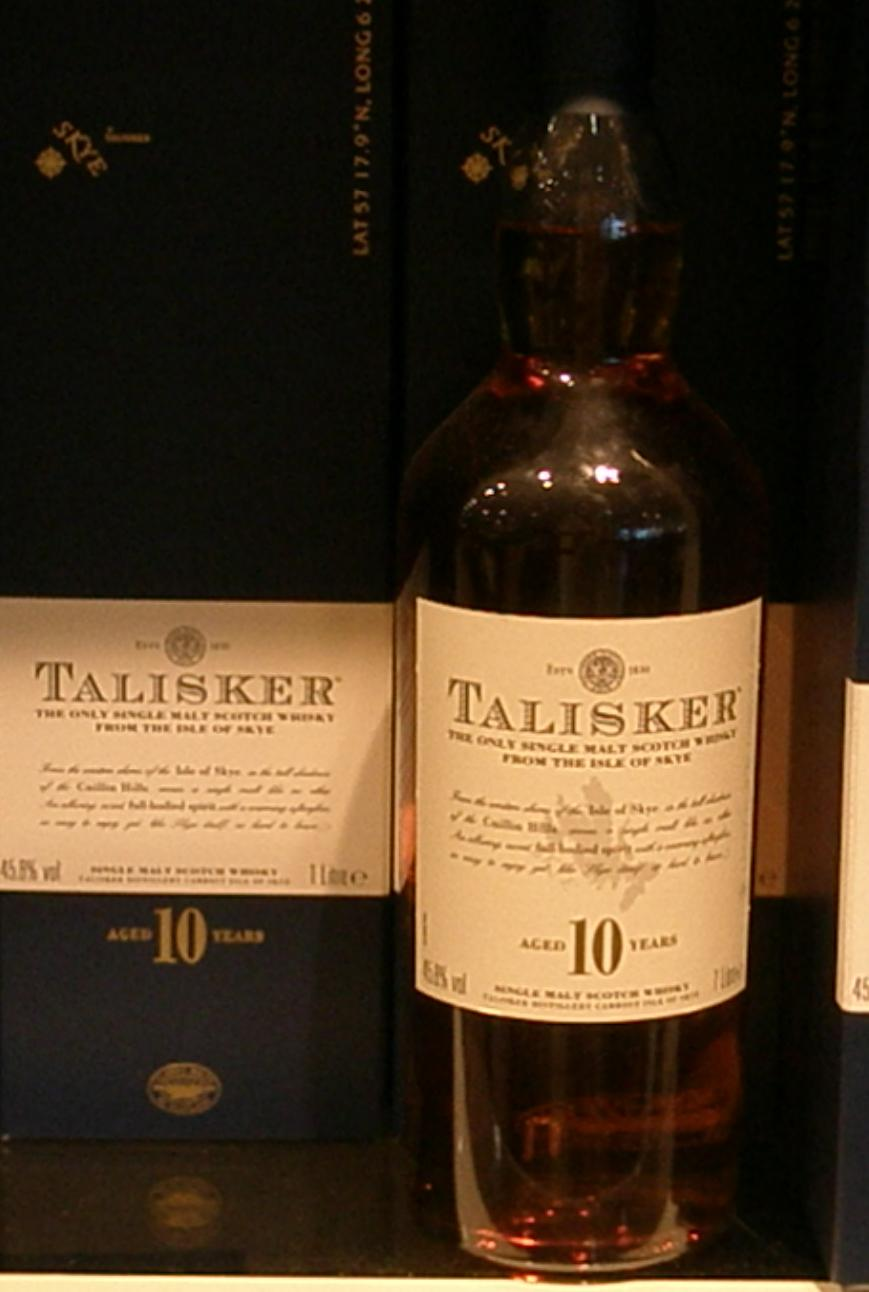

## Butelkowanie
- dziesięcioletnia, butelkowana poza destylarnią
- dwunastoletnia, dostępna tylko dla członków "Friends of the Classic Malts "
- osiemnastoletnia, w ograniczonej dystrybucji
- dwudziestoletnia, produkcja ograniczona do 9.000 butelek
- dwudziestopięcioletnia, produkcja ograniczona do 25.000 butelek
- trzydziestoletnia, produkcja ograniczona do 2.958 butelek